# Boing (Italia)
Boing es un canal de televisión abierta italiano dirigido a un público infantil y adolescente, producido y transmitido en Italia por Boing S.p.A, una empresa conjunta propiedad de MFE-MediaForEurope (51 %) y Warner Bros. Discovery (49 %). Se encuentra disponible en la TDT y en la oferta del proveedor de televisión abierta satelital Tivùsat. Fue lanzado el 20 de noviembre de 2004 y es la primera señal lanzada bajo ese nombre, luego de que se lanzaran versiones en España, Francia y África.

## Historia
El 30 de julio de 2004, Mediaset y Turner Broadcasting System firmaron un acuerdo para lanzar un canal para niños. El canal se lanzó el 20 de noviembre de 2004 a las 8:00 p. m., luego de reemplazar a TV VJ algunos meses antes con un cartel que decía Boing, in arrivo (Boing, próximamente).
En 2006, el canal cambió su nombre a un nuevo screenbug y logotipo transparentes en las promociones, para seguir la identidad de marca de los otros canales de Mediaset. 
Con el nacimiento de Cartoonito en 2011, el canal aumentó su demografía para incluir a niños de 7 a 16 años. Todos los programas y bloques preescolares se trasladaron a Cartoonito.
El canal estrenó un nuevo paquete de gráficos el 7 de marzo de 2016.
La marca Boing se ha expandido a otros lugares del mundo, incluyendo lanzamiento de canales de televisión en España y Francia durante 2010, en África en 2015, además de un bloque de programación emitido en el canal de televisión chileno Chilevisión entre 2018 y 2020. 
El 11 de julio de 2019 se lanzó otro canal, Boing Plus, en sustitución de Pop. Este canal es una transmisión con diferencia horaria 1 hora de Boing.
El 19 de mayo de 2023 se lanzó la señal en alta definición del canal junto a Cartoonito.

## Logotipos

2004-2010
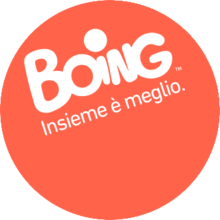
2016-2020
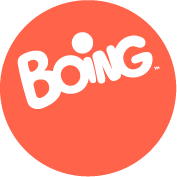
Desde 2020